# Страус, Дэниел
Дэ́ниел Ме́йсон-Стра́ус (англ. Daniel Mason-Straus; 27 июля 1984, Цинциннати) — американский боец смешанного стиля, представитель полулёгкой весовой категории. Выступает на профессиональном уровне начиная с 2009 года, известен по участию в турнирах бойцовской организации Bellator, владел титулом чемпиона Bellator в полулёгком весе.

## Биография
Дэниел Страус родился 27 июля 1984 года в городе Цинциннати штата Огайо. Рос в неблагополучной семье, не получал от родителей должного воспитания и уже в детстве связался с криминалом. В школе играл в футбол и занимался лёгкой атлетикой, но наибольшего успеха добился в борьбе — выбился в число лучших борцов Огайо, хотя выиграть чемпионат штата ему ни разу не удалось. После окончания школы переехал во Флориду и устроился на работу, однако вскоре был арестован по обвинению в грабеже и в 2004—2007 годах находился в местах лишения свободы.
Освободившись из тюрьмы, Страус по совету своего школьного друга решил попробовать себя в смешанных единоборствах и приступил к тренировкам в бойцовской команде Team Vision. Дебютировал в ММА на профессиональном уровне в феврале 2009 года, начало карьеры было у него не очень удачным, из семи первых поединков он выиграл только три, в том числе потерпел поражение нокаутом от Пэта Каррена. Тем не менее, в дальнейшем он стал выигрывать у всех соперников на своём пути. Дрался преимущественно в малоизвестных американских промоушенах, таких как XFO, ICF, NAAFS и др. Первое время выступал в лёгкой весовой категории, но затем принял решение спуститься в полулёгкий вес.
Сделав серию из семи побед, в 2010 году Страус начал сотрудничать с крупной американской бойцовской организацией Bellator MMA, где так же долгое время не знал поражений. Принял участие в гран-при четвёртого сезона Bellator полулёгкой весовой категории: на стадиях четвертьфиналов и полуфиналов победил Назарину Малегарие и Кенни Фостера соответственно, но в финальном решающем поединке единогласным решением судей уступил Патрисиу Фрейре.
Весной 2012 года предпринял ещё одну попытку выиграть гран-при и на сей раз удачно — в шестом сезоне Bellator взял верх над такими бойцами как Джереми Спун, Майк Кори и Марлон Сандру, а также в рейтинговом бою одолел Элвина Робинсона. Став победителем гран-при, в 2013 году удостоился права оспорить титул чемпиона, который на тот момент принадлежал Пэту Каррену. В итоге Страус взял у Каррена реванш, победив его единогласным судейским решением. В марте 2014 года в третий раз встречался с Карреном — их противостояние вновь продлилось почти все пять раундов, но в самом конце Каррен поймал Страуса в удушающий приём сзади и вынудил его сдаться, тем самым вернув себе чемпионский пояс.
Впоследствии Дэниел Страус за 50 секунд нокаутировал Джастина Уилкокса и снова стал претендентом на титул чемпиона Bellator в полулёгком весе. В чемпионском бою в январе 2015 года он встретился с бразильцем Патрисиу Фрейре и, как и четыре года назад, потерпел от него поражение. Далее выиграл «гильотиной» у непобеждённого проспекта Хенри Корралеса и в третий раз вышел в клетку против Фрейре — на сей раз в пяти раундах Страус выглядел лучше, и все трое судей единогласно отдали ему победу. Таким образом, он возвратил себе потерянный ранее чемпионский пояс.
После довольно длительного перерыва в апреле 2017 года провёл первую защиту титула, встретившись в матче-реванше с Патрисиу Фрейре. Первый раунд их противостояния прошёл на встречных курсах, тогда как во втором бразилец успешно провёл «гильотину» и принудил соперника к сдаче, тем самым вернув себе чемпионский пояс.

## Статистика в профессиональном ММА
| Боёв 35  | Побед 26 | Поражений 9 |
| -------- | -------- | ----------- |
| Нокаутом | 7        | 2           |
| Сдачей   | 4        | 5           |
| Решением | 15       | 2           |

| Результат    | Рекорд | Соперник           | Способ                 | Турнир                                  | Дата             | Раунд | Время | Место              | Примечание                                                         |
| ------------ | ------ | ------------------ | ---------------------- | --------------------------------------- | ---------------- | ----- | ----- | ------------------ | ------------------------------------------------------------------ |
| Поражение    | 26-9   | Дерек Кампос       | Единогласное решение   | Bellator 226                            | 7 сентября 2019  | 3     | 5:00  | Сан-Хосе, США      | Стартовый этап мирового гран-при Bellator в полулёгком весе.       |
| Победа       | 26-8   | Шейн Крачтен       | Сдача (удушение сзади) | Bellator 219                            | 29 марта 2019    | 1     | 3:53  | Темекьюла, США     |                                                                    |
| Поражение    | 25-8   | Эммануэль Санчес   | Сдача (треугольник)    | Bellator 184                            | 6 октября 2017   | 3     | 1:56  | Такервилл, США     |                                                                    |
| Поражение    | 25-7   | Патрисиу Фрейре    | Сдача (гильотина)      | Bellator 178                            | 21 апреля 2017   | 2     | 0:37  | Анкасвилл, США     | Лишился титула чемпиона Bellator в полулёгком весе.                |
| Победа       | 25-6   | Патрисиу Фрейре    | Единогласное решение   | Bellator 145                            | 6 ноября 2015    | 5     | 5:00  | Сент-Луис, США     | Выиграл титул чемпиона Bellator в полулёгком весе.                 |
| Победа       | 24-6   | Хенри Корралес     | Сдача (гильотина)      | Bellator 138                            | 19 июня 2015     | 2     | 3:47  | Сент-Луис, США     |                                                                    |
| Поражение    | 23-6   | Патрисиу Фрейре    | Сдача (удушение сзади) | Bellator 132                            | 16 января 2015   | 4     | 4:49  | Темекьюла, США     | Бой за титул чемпиона Bellator в полулёгком весе.                  |
| Победа       | 23-5   | Джастин Уилкокс    | KO (удары руками)      | Bellator 127                            | 3 октября 2014   | 1     | 0:50  | Темекьюла, США     |                                                                    |
| Поражение    | 22-5   | Пэт Каррен         | Сдача (удушение сзади) | Bellator 112                            | 14 марта 2014    | 5     | 4:46  | Хаммонд, США       | Лишился титула чемпиона Bellator в полулёгком весе.                |
| Победа       | 22-4   | Пэт Каррен         | Единогласное решение   | Bellator 106                            | 2 ноября 2013    | 5     | 5:00  | Лонг-Бич, США      | Выиграл титул чемпиона Bellator в полулёгком весе.                 |
| Победа       | 21-4   | Элвин Робинсон     | Сдача (удушение сзади) | Bellator 78                             | 26 октября 2012  | 2     | 4:51  | Дейтон, США        |                                                                    |
| Победа       | 20-4   | Марлон Сандру      | Единогласное решение   | Bellator 68                             | 11 мая 2012      | 3     | 5:00  | Атлантик-Сити, США | Финал гран-при 6 сезона Bellator полулёгкого веса.                 |
| Победа       | 19-4   | Майк Кори          | Единогласное решение   | Bellator 65                             | 13 апреля 2012   | 3     | 5:00  | Атлантик-Сити, США | Полуфинал гран-при 6 сезона Bellator полулёгкого веса.             |
| Победа       | 18-4   | Джереми Спун       | Единогласное решение   | Bellator 60                             | 9 марта 2012     | 3     | 5:00  | Хаммонд, США       | Четвертьфинал гран-при 6 сезона Bellator полулёгкого веса.         |
| Победа       | 17-4   | Джейсон Дент       | Единогласное решение   | NAAFS: Caged Fury 15                    | 15 октября 2011  | 5     | 5:00  | Кливленд, США      | Выиграл титул бесспорного чемпиона NAAFS Pro Series в лёгком весе. |
| Поражение    | 16-4   | Патрисиу Фрейре    | Единогласное решение   | Bellator 45                             | 21 мая 2011      | 3     | 5:00  | Лейк-Чарльз, США   | Финал гран-при 4 сезона Bellator полулёгкого веса.                 |
| Победа       | 16-3   | Кенни Фостер       | Сдача (гильотина)      | Bellator 41                             | 16 апреля 2011   | 3     | 3:48  | Юма, США           | Полуфинал гран-при 4 сезона Bellator полулёгкого веса.             |
| Победа       | 15-3   | Назарину Малегарие | Единогласное решение   | Bellator 37                             | 19 марта 2011    | 3     | 5:00  | Кончо, США         | Четвертьфинал гран-при 4 сезона Bellator полулёгкого веса.         |
| Победа       | 14-3   | Карен Дарабедян    | Единогласное решение   | Shark Fights 13: Jardine vs Prangley    | 11 сентября 2010 | 3     | 5:00  | Амарилло, США      |                                                                    |
| Победа       | 13-3   | Джо Пирсон         | TKO (удары руками)     | XFO 36: Outdoor War 6                   | 14 августа 2010  | 2     | 4:04  | Айленд-Лейк, США   |                                                                    |
| Победа       | 12-3   | Чед Хинтон         | Единогласное решение   | Bellator 23                             | 24 июня 2010     | 3     | 5:00  | Луисвилл, США      |                                                                    |
| Победа       | 11-3   | Трэвис Перзински   | Единогласное решение   | ICE: International Combat Events 45     | 13 марта 2010    | 3     | 5:00  | Форест-Парк, США   |                                                                    |
| Победа       | 10-3   | Фрэнк Карабалло    | TKO (удары руками)     | NAAFS: Caged Fury 9                     | 20 февраля 2010  | 5     | 3:57  | Кливленд, США      | Выиграл титул временного чемпиона NAAFS Pro Series в лёгком весе.  |
| Победа       | 9-3    | Гидеон Рэй         | Единогласное решение   | XFO 33                                  | 23 января 2010   | 3     | 5:00  | Чикаго, США        |                                                                    |
| Победа       | 8-3    | Джо Хейланд        | Единогласное решение   | NAAFS: Night of Champions 2009          | 5 декабря 2009   | 3     | 5:00  | Акрон, США         |                                                                    |
| Победа       | 7-3    | Патрик Ферм        | TKO (удары руками)     | XFO 32                                  | 10 октября 2009  | 1     | 1:50  | Нью-Манстер, США   |                                                                    |
| Победа       | 6-3    | Тим Трокселл       | TKO (удары)            | Xtreme Caged Combat: Cops vs. Cons      | 3 октября 2009   | 1     | 3:51  | Рединг, США        |                                                                    |
| Победа       | 5-3    | Митч Лайонс        | TKO (удары руками)     | Indiana Xtreme Fighting 1: Wildcard     | 26 июня 2009     | 3     | 2:13  | Райзинг-Сан, США   |                                                                    |
| Поражение    | 4-3    | Пэт Каррен         | KO (удары руками)      | XFO 29                                  | 17 апреля 2009   | 2     | 1:31  | Лейкмур, США       |                                                                    |
| Победа       | 4-2    | Майк Баскис        | Единогласное решение   | ICF: Breakout                           | 11 апреля 2009   | 3     | 5:00  | Цинциннати, США    |                                                                    |
| Не состоялся | 3-2    | Лестер Каслоу      | NC                     | Extreme Challenge: Mayhem at the Marina | 28 марта 2009    | 3     | 5:00  | Атлантик-Сити, США |                                                                    |
| Победа       | 2-2    | Тим Кук            | TKO (удары руками)     | ICF: Turfwar                            | 14 марта 2009    | 2     | 0:11  | Флоренс, США       |                                                                    |
| Поражение    | 1-2    | Скотт Бикерстафф   | TKO (удары руками)     | MMA Big Show: Retribution               | 7 марта 2009     | 1     | N/A   | Суитсерленд, США   |                                                                    |
| Победа       | 1-1    | Давид Силва        | Единогласное решение   | XFO 28                                  | 27 февраля 2009  | 3     | 5:00  | Лейкмур, США       |                                                                    |
| Поражение    | 0-1    | Джей Эллис         | Сдача (удушение сзади) | XFO: New Blood                          | 7 февраля 2009   | 2     | 2:46  | Нью-Манстер, США   |                                                                    |